# كرو ونانتويتش (دائرة انتخابية في المملكة المتحدة)
كرو ونانتويتش (بالإنجليزية: Crewe and Nantwich)‏ هي إحدى الدوائر الانتخابية في المملكة المتحدة الممثلة في مجلس العموم في برلمان المملكة المتحدة.
عضو البرلمان الذي يمثلها حالياً هو :Mrs Gwyneth Dunwoody (Lab).